# Arsen Schachlamasowitsch Alachwerdijew
Arsen Schachlamasowitsch Alachwerdijew (* 24. Januar 1949 in Magaramkent) ist ein ehemaliger sowjetischer Ringer, olympischer Silbermedaillengewinner 1972 in München und dreifacher Europameister im freien Stil im Fliegengewicht.

## Werdegang
Arsen Alachwerdijew stammt aus Dagestan. Er begann dort in jungen Jahren mit dem Ringen und konzentrierte sich dabei ganz auf den freien Stil. Nach ersten größeren Erfolgen wurde er zum Armeesportklub „SKA“ Machatschkala delegiert. Er fand dort ein hervorragendes Umfeld vor mit der damals in den sozialistischen Staaten üblichen guten Förderung. Sein Trainer war A. Karapetjan. Erstmals auf sich aufmerksam machte Alachwerdijew, als er bei der V. Völkerspartakiade der UdSSR 1971 im freien Stil im Fliegengewicht hinter G. Dmitriew und N. Mikeladse den 3. Platz belegte. Nachdem er sich weiter verbessert hatte, wurde er 1972 bei der Europameisterschaft in Kattowitz eingesetzt. Er überzeugte dort auf Anhieb und wurde mit sechs Siegen Europameister. Es gelang ihm dabei auch ein vorzeitiger Sieg über den mehrfachen bulgarischen Europameister Baju Baew. Alachwerdijew wurde auch bei den Olympischen Spielen in München eingesetzt. Er musste dort acht Kämpfe bestreiten, von denen er fünf gewann, zweimal rang er unentschieden und gegen den Japaner Kiyomi Katō verlor er knapp nach Punkten und damit auch die Goldmedaille.
Bei der Europameisterschaft 1973 in Lausanne verteidigte Alachwerdijew seinen EM-Titel aus dem Vorjahr mit sechs Siegen erfolgreich. Sein schärfster Rivale war hier Ali Riza Alan aus der Türkei, den er aber sicher nach Punkten besiegen konnte. Bei der Weltmeisterschaft des gleichen Jahres in Teheran siegte Arsen fünfmal. Er verlor aber den entscheidenden Kampf um die Goldmedaille gegen den Lokalmatadoren Ibrahim Javadi knapp nach Punkten.
1974 war Alachwerdijew bei keinen internationalen Meisterschaften am Start. Er kam aber bei der Europameisterschaft 1975 in Ludwigshafen am Rhein wieder zum Einsatz und gewann dort zum dritten Mal den Europameister-Titel, obwohl er in einem Vorrundenkampf gegen Ali Riza Alan verloren hatte. Bei der Weltmeisterschaft des Jahres 1974 gaben die sowjetischen Trainer Telman Paschajew den Vorzug.
Im Jahre 1976 belegte Alachwerdijew schließlich bei der Europameisterschaft in Leningrad nach einer überraschenden Niederlage gegen Henryk Gál aus Ungarn den 2. Platz. Wahrscheinlich war diese Niederlage dafür ausschlaggebend, dass die sowjetischen Trainer bei den Olympischen Spielen 1976 Alexander Nikolajewitsch Iwanow im Fliegengewicht einsetzten, der allerdings auch nicht Olympiasieger wurde.

## Internationale Erfolge
(OS = Olympische Spiele, WM = Weltmeisterschaft, EM = Europameisterschaft, F = freier Stil, Fl = Fliegengewicht, damals bis 52 kg Körpergewicht)
- 1972, 1. Platz, EM in Kattowitz, F, Fl, mit Siegen über Vincenzo Grassi, Italien, Władysław Stecyk, Polen, Mario Sabattini, Bundesrepublik Deutschland, Salim Bak, Türkei, Emil Butu, Rumänien, und Baju Baew, Bulgarien;
- 1972, Silbermedaille, OS in München, F, Fl, mit Siegen über M. Arref, Afghanistan, Wanelgen Castillo, Panama, Dojodovyn Ganbat, Mongolei, Vincenzo Grassi und Sudesh Kumar, Indien, Unentschieden gegen Kim Gwong Hyong, Nordkorea, und Petre Ciarnău, Rumänien, und mit einer Niederlage gegen Kiyomi Katō, Japan;
- 1973, 1. Platz, EM in Lausanne, F, Fl, mit Siegen über Diego Lo Bruto, Frankreich, Jürgen Möbius, DDR, Nikolai Minchew, Bulgarien, Henryk Gál, Ungarn, Mario Sabattini und Ali Riza Alan, Türkei;
- 1973, 2. Platz, WM in Teheran, F, Fl, mit Siegen über Dojodovyn Ganbat, Henry Geller, USA, Kim Hun Him, Nordkorea, Yūji Takada, Japan, und Ali Riza Alan und Niederlagen gegen Ognjan Nikolow, Bulgarien, und Ibrahim Javadi, Iran;
- 1975, 2. Platz, „Großer Preis von Tiflis“, F, Fl, hinter Sergei Beloglasow, UdSSR, und vor Ali Ashari, Iran, Dimitar Filipow, Bulgarien, und Jan Sleczak, Polen;
- 1975, 1. Platz, EM in Ludwigshafen am Rhein, F, Fl, mit Siegen über Otto Köb, Österreich, Petre Brindusan, Rumänien, Mario Sabattini, Ognjan Nikolow und Władysław Stecyk und trotz einer Niederlage gegen Ali Riza Alan;
- 1976, 2. Platz, EM in Leningrad, F, Fl, mit Siegen über Wieslaw Kończak, Polen Ognjan Nikolow, Ion Arapu, Rumänien, und Hartmut Reich, DDR, und einer Niederlage gegen Henryk Gál